# Ричард Овен
Ричард Овен (енгл. Richard Owen; Ланкастер, 20. јул 1804 — Ричмонд Парк, 18. децембар 1892 био је енглески биолог, анатом и палеонтолог.
Овен је произвео широк спектар научних радова, али се данас вероватно највише памти по ковању речи Dinosauria (што значи „страшни гмизавац“ или „застрашујуће велики гмизавац“) Овен се сложио са Чарлсом Дарвином да се еволуција догодила, али сматрао је да је сложенија него што је изнета у Дарвиновој књизи „О пореклу врста“.
Овенов приступ еволуцији може се сматрати предвиђањем питања која су стекла већу пажњу недавном појавом еволуционе развојне биологије.
Овен је био први председник Микроскопског друштва у Лондону 1839. године и уређивао је многа издања свог часописа - тада познатог као „The Microscopic Journal“.
Овен је такође водио кампању за то да природни примерци у Британском музеју добију нови дом.

## Биографија
Овен је рођен у Ланкастеру 1804. године, једно од шесторо деце западноиндијског трговца по имену Ричард Овен (1754–1809).
Његова мајка, Catherine Longworth (née Parrin), била је пореклом из Хугенота и школовала се у Royal Grammar гимназији у Ланкастеру.
1820. био је шегрт код локалног хирурга и апотеке, а 1824. наставио је као студент медицине на Универзитету у Единбургу.
Следеће године напустио је универзитет и завршио медицински курс у болници Светог Вартоломеја у Лондону, где је дошао под утицајем угледног хирурга Џона Абернетија.
У јулу 1835. Овен је оженио Каролину Амели Клифт у Сејнт Панкрасу од које је добио једног сина, Вилиама Овена. Надживео је и жену и сина. После његове смрти, 1892. године, преживела су његова три унука и снаја Емили Овен, којима је оставио већи део свог богатства од 33.000 фунти.
По завршетку образовања, прихватио је место асистента Вилијама Клифта, конзерватора музеја Краљевског колеџа хирурга, на предлог Абернетхија. 
Ово занимање навело га је да напусти медицинску праксу у корист научног истраживања. Припремио је серију каталога Huterian Collection, у Краљевском колеџу хирурга, и током овог рада стекао је знање из упоредне анатомије које му је олакшало истраживање остатака изумрлих животиња.
1836. године Овен је постављен за хунтеријског професора у Краљевском хируршком колеџу, а 1849. наследио је Kлифта као конзерватора. Потоњу је обављао до 1856. године, када је постао надзорник природњачког одељења Британског музеја.
Потом је много енергије посветио сјајној шеми Националног природњачког музеја, што је на крају резултирало уклањањем природњачких збирки Британског музеја у новој згради у Јужном Кенсингтону: Британском музеју (природна историја) (сада Природњачки музеј). 
Функцију је задржао до завршетка овог посла, децембра 1883. године, када је проглашен витезом Реда бање. Мирно је живео у пензији у Sheen Lodge-у, Ричмонд Парку, све до своје смрти 1892. године.